# 탱크맨
탱크맨(Tank man)은 흔히 무명의 시위자(Unknown Rebel)로 부르는, 1989년 6월 5일 중국에서 일어난 톈안먼 사건 직후 천안문 광장 방면에 있는 거리에서 전차의 앞길을 가로막는 영상에 등장하는 남성으로 추정되는 인물이다. 59식 전차 18대가 행진하던 도중, 맨 앞에 있던 전차가 그를 피해 전진하려고 하나 계속 전진을 막는 모습으로 등장한다.
당시 영국의 언론 선데이 타임스에서는 19세였던 왕웨이린(王維林)이라고 보도했고, 본명이 장웨이민(張為民)이라는 보도도 나왔다.

## 근황
톈안먼 사건 이후에 그는 근황이 거의 알려지지 않았다. 하지만 아래와 같이 몇 가지 상충하는 주장들이 있다.
- 익명의 홍콩 출신 작가는 그가 대만에서 안전을 찾고, 국립고궁박물관에서 일하고 있다 주장했다.[5] 하지만 박물관은 사실이 아니라며 가능성을 부인했다.[5]
- 1990년 장쩌민 당시 중국 공산당 총서기는 ABC방송 기자 회견에서 앵커가 "톈안먼 '탱크 맨'은 어떻게 됐느냐"라고 묻자, 당황한 표정으로 "그가 사형당하거나 탱크가 그를 깔아뭉개지는 않았을 것"이라고 말했다.[6]
- 2017년 중국 인권민주화운동정보센터는 그가 현재도 살아있으며 망명하지 않고 중화인민공화국에서 본명을 숨긴 채 은거 중이라 주장했다.[7]
- 2017년 7월 20일, 자신이 탱크맨과 같은 방에 수감되었다고 주장한 옌융강 씨는 "탱크맨이 벽돌로 탱크를 파괴했다는 죄목으로 무기징역을 선고받았고 이후 20년으로 감형받으며 10년 전 형기를 마치고 출소했다. 하지만 집도 가족도 없던 그는 스포츠 도박에 빠졌고 단 하루도 사람다운 삶을 살지 못하다가 2~3년 전에 다시 수감됐다."고 주장했다.[8]
- 리처드 닉슨 전 미국 대통령의 전직 부보좌관이였던 Bruce Herschensohn은 1999년 프레지던트 클럽에서 탱크 맨이 탱크를 막고나서 14일이 지난 후 처형되었다고 주장했다.[9]

## 같이 보기
- 중국 민주화 운동
- 파리스 오데흐
- 중화인민공화국의 역사
- 중화인민공화국의 인권
- 천안문

## 추가 자료
- June Fourth: The True Story, Tian'anmen Papers/Zhongguo Liusi Zhenxiang Volumes 1–2 (Chinese edition), Zhang Liang, ISBN 962-8744-36-4.
- Red China Blues: My Long March from Mao to Now, Jan Wong, Doubleday, 1997, trade paperback, 416 pages, ISBN 0-385-48232-9 (Contains, besides extensive autobiographical material, an eyewitness account of the Tiananmen crackdown and the basis for an estimate of the number of casualties.)
- The Tiananmen Papers, The Chinese Leadership's Decision to Use Force Against their Own People—In their Own Words, Compiled by Zhang Liang, Edited by Andrew J. Nathan and Perry Link, with an afterword by Orville Schell, PublicAffairs, New York, 2001, hardback, 514 pages, ISBN 1-58648-012-X (An extensive review and synopsis of The Tiananmen papers in the journal Foreign Affairs may be found at Review and synopsis in the journal Foreign Affairs{{.)